# 声優紅白歌合戦
声優紅白歌合戦（せいゆうこうはくうたがっせん）は、2019年より開催されているアニメソングのコンサート。
正式名称は西暦年号が入り「声優紅白歌合戦20XX」となる。 

## 概要
声優・中田譲治が発起人役となり声優による声優ファンのための祭典として、出演声優たちが紅白の組に分かれて歌唱する。NHK紅白歌合戦を模しており、全ての出場者の歌唱終了後に観客の投票によって紅白の勝敗が決まる。

## 公演一覧

### 第1回 2019年4月
2019年4月14日に『声優紅白歌合戦2019』と題し舞浜アンフィシアターで開催。紅組司会を植田佳奈、白組司会を諏訪部順一が務め、発起人である中田譲治も登壇した。

出演声優は若手からベテランまで多岐に渡り、懐かしい名曲やヒット曲、声優紅白でしか見られない出演者同士のコラボ曲などが披露された。また、冒頭ナレーションに杉田智和、応援ビテオメッセージには小山力也も登場。全出演者の歌唱終了後、観客は入場の際に配られた紅白のうちわで勝敗の投票を行い、白組が優勝した。

イベントの模様はCSファミリー劇場にて2019年7月14日 21:00 - 24:50に放送。
組織
- 主催 - 東北新社
- 協賛 - Cygames
- 協力 - ファミリー劇場、スカパー!

出演者・セットリスト
 はイベント特別コラボ。
| 出演順 | 出演者                       | 曲名                                     | 備考                                                                                             |
| ------ | ---------------------------- | ---------------------------------------- | ------------------------------------------------------------------------------------------------ |
| 1      | 平野綾                       | 『God knows･･･」                         | 『涼宮ハルヒの憂鬱』挿入歌                                                                       |
| 2      | 武内駿輔                     | 『銀河鉄道999』                          | 『銀河鉄道999』(アニメ版)オープニングテーマ オリジナルはささきいさお                             |
| 3      | 大塚明夫                     | 『昭和ブルース』                         | 『メタルギアソリッド ピースウォーカー』キャラクターソング オリジナルはザ・ブルーベル・シンガーズ |
| 4      | 岩男潤子                     | 『手のひらの宇宙』                       | 『KEY THE METAL IDOL』テーマ                                                                     |
| 5      | 堀内賢雄                     | 『愛としか呼べない』                     | 『アンジェリーク』キャラクターソング                                                             |
| 6      | 井上喜久子                   | 『Shooting Star』                        | 『おねがい☆ティーチャー』オープニングテーマ オリジナルはKOTOKO                                   |
| 7      | 平川大輔                     | 『水中飛行論における多角的アプローチ』   | 『Free！』キャラクターソング                                                                     |
| 8      | 井上ほの花                   | 『ブルーバード』                         | 『NARUTO -ナルト- 疾風伝』オープニングテーマ オリジナルはいきものがかり                          |
| 9      | 大塚明夫、黒田崇矢           | 『チャンピオン』                         | オリジナルはアリス                                                                               |
| 10     | 日髙のり子、中川翔子         | 『トップをねらえ！〜Fly High〜』         | 『トップをねらえ！』挿入歌 オリジナルは日髙、佐久間レイ                                          |
| 11     | 岩男潤子、平野綾             | 『創聖のアクエリオン』                   | 『創聖のアクエリオン』オープニングテーマ オリジナルはAKINO                                       |
| 12     | 井上和彦、内田直哉、堀内賢雄 | 『桜』                                   | オリジナルはコブクロ                                                                             |
| 13     | 笠原弘子                     | 『コンディション・グリーン〜緊急発進〜』 | 『機動警察パトレイバー』オープニングテーマ                                                       |
| 14     | 黒田崇矢                     | 『必ず景色は変わる』                     | オリジナルは黒田崇矢 & Goodfellas                                                                |
| 15     | 横山智佐                     | 『檄！帝国華撃団』                       | 『サクラ大戦TV』オープニングテーマ オリジナルは横山智佐&帝国歌劇団                               |
| 16     | 関智一、秋元羊介             | 『戦闘男児～鍛えよ勝つために～』         | 『機動武闘伝Gガンダム』キャラクターソング                                                        |
| 17     | 小松未可子                   | 『Maybe the next waltz』                 | 『ボールルームへようこそ』エンディングテーマ                                                     |
| 18     | 豊永利行                     | 『Day you laugh』                        | 『デュラララ!!×2 転』オープニングテーマ                                                          |
| 19     | 中川翔子                     | 『空色デイズ』                           | 『天元突破グレンラガン』オープニングテーマ                                                       |
| 20     | 内田直哉                     | 『ああ電子戦隊デンジマン』               | 『電子戦隊デンジマン』オープニングテーマ オリジナルは成田賢                                      |
| 21     | 日髙のり子                   | 『ハート ないしょ／2』                   | 『らんま1/2』キャラクターソング                                                                  |
| 22     | 井上和彦                     | 『誰がために』                           | 『サイボーグ009』オープニングテーマ オリジナルは成田賢                                           |
| 23     | 出演者全員                   | 『GO！！！』                             | 『NARUTO -ナルト-』オープニングテーマ オリジナルはFLOW                                           |

### 第2回 2022年1月
2020年5月2日に『声優紅白歌合戦2020』と題しパシフィコ横浜国立大ホールで開催が予定されていたが、2019新型コロナウイルスに伴い4月6日に中止が発表された。その後、『声優紅白歌合戦2022』として2022年1月4日に東京ガーデンシアターで開催され、赤組司会を大原さやか、白組司会を森田成一が担当した。

また、同日にはuP!!!やニコニコ生放送、DMM.comを用いた生配信も実施。投票は公式Twitterから投稿された投票用のツイートで行われ、白組が優勝した。
組織
- 主催 - 東北新社、KDDI、NexTone
- 協賛 - Cygames、ぴあ
- 協力 - ファミリー劇場

出演者・セットリスト
 はイベント特別コラボ。
| 出演順 | 出演者                     | 曲名                                   | 備考 |
| ------ | -------------------------- | -------------------------------------- | --- |
| 1      | 林勇                       | 『イマジネーション』                   | 『ハイキュー！！』1クール目オープニングテーマ オリジナルはSPYAIR                                                       |
| 2      | Machico                    | 『TOMORROW』                           | 『この素晴らしい世界に祝福を！2』オープニングテーマ                                                                    |
| 3      | 保住有哉                   | 『ジャンキーナイトタウンオーケストラ』 | オリジナルは鏡音レン 『ACTORS』では逢坂良太と保住有哉のデュエットカバーとなっている                                    |
| 4      | 井上喜久子                 | 『ブルーウォーター』                   | 『ふしぎの海のナディア』オープニングテーマ オリジナルは森川美穂                                                        |
| 5      | 山本和臣                   | 『AURORA』                             | 『機動戦士ガンダムAGE』(三世代編)オープニングテーマ オリジナルは藍井エイル                                             |
| 6      | 笠原弘子                   | 『空へ･･･』                            | 『ロミオの青い空』オープニングテーマ                                                                                   |
| 7      | 小笠原仁                   | 『サムライハート』                     | 『銀魂'』エンディングテーマ オリジナルはSPYAIR                                                                         |
| 8      | 田中理恵                   | 『静かな夜に』                         | 『機動戦士ガンダムSEED』挿入歌 今回はReTracksバージョンが披露された。                                                  |
| 9      | 愛染終と東京ニューセレクト | 『血風リトルトーキョー』               | メンバーは山口勝平、西村太佑、遠藤純一、魚建、尾形雅宏                                                                 |
| 10     | 島本須美、笠原弘子         | 『やさしさに包まれたなら』             | 『魔女の宅急便』テーマ オリジナルは荒井由実                                                                            |
| 11     | 山口勝平、関智一           | 『Trust You Forever』                  | 『機動武闘伝Gガンダム』オープニングテーマ オリジナルは鵜島仁文                                                         |
| 12     | ゆかな                     | 『DANZEN！ふたりはプリキュア』         | 『ふたりはプリキュア』オープニングテーマ オリジナルは五條真由美                                                        |
| 13     | 伊藤昌弘                   | 『ゴールライン』                       | 『from ARGONAVIS』劇中歌 オリジナルはArgonavis                                                                         |
| 14     | 折笠愛                     | 『月のTRAGEDY』                        | 『天地無用！魎皇鬼』(第2期)エンディングテーマ                                                                          |
| 15     | 関智一                     | 『Higher Ground』                      | 『史上最強の弟子ケンイチ 闇の襲撃』オープニングテーマ                                                                  |
| 16     | 小野友樹                   | 『吉原ラメント』                       | 『ACTORS -Songs Connection-』劇中歌                                                                                    |
| 17     | 田所あずさ                 | 『箱庭の幸福』                         | 『リアデイルの大地にて』エンディングテーマ なお、同作の第1話の放送日が翌日であった為、今回のイベントが初披露となった。 |
| 18     | 日髙のり子                 | 『Journey』                            | 『るろうに剣心 -明治剣客浪漫譚-』キャラクターソング                                                                    |
| 19     | 山口勝平                   | 『おっとどっこい日本晴れ』             | 『キャッ党忍伝てやんでえ』オープニングテーマ オリジナルは谷沢伶奈                                                      |
| 20     | 井上和彦                   | 『ローラーヒーロー・ムテキング』       | 『とんでも戦士ムテキング』オープニングテーマ オリジナルは水木一郎、フィーリング・フリー                                |
| 21     | 島本須美                   | 『幸せ願う彼方から』                   | 『らき☆すた』キャラクターソング                                                                                        |

### 第3回 2023年5月
2023年5月20日に開催された。

## 関連企画

### サンライズONLINE LIVE
2021年2月21日にサンライズとのコラボレーション企画として、PIA LIVE STREAMを用いたオンラインライブを開催。MCは阪口大助と浪川大輔が担当した。池袋harevutaiから、サンライズ制作アニメ作品の出演声優が作品に関するトークを交えながら主題歌を歌唱する。イベントの模様はファミリー劇場にて2021年5月30日19:20 - 22:30に放送。
組織
- 主催：東北新社、博報堂DYメディアパートナーズ、サンライズ
- 協賛：Cygames、バンダイ、BANDAI SPIRITS、ホビージャパン
- 後援：ファミリー劇場、LIVE DAM Ai

出演者・セットリスト
| 出演順 | 出演者             | 曲名                                          | 備考                                                                          |
| ------ | ------------------ | --------------------------------------------- | ----------------------------------------------------------------------------- |
| 1      | 田中真弓・伊倉一恵 | 『STEP』                                      | 『魔神英雄伝ワタル』オープニングテーマ オリジナルはa・chi-a・chi              |
| 2      | 野島裕史           | 『キングゲイナー・オーバー！』                | 『OVERMANキングゲイナー』オープニングテーマ オリジナルは福山芳樹              |
| 3      | 矢尾一樹           | 『アニメじゃない ～夢を忘れた古い地球人よ～』 | 『機動戦士ガンダムZZ』オープニングテーマ オリジナルは新井正人                 |
| 4      | 郷田ほづみ         | 『炎のさだめ』                                | 『装甲騎兵ボトムズ』オープニングテーマ オリジナルはTETSU                      |
| 5      | 高乃麗             | 『KEEP ON DREAMING』                          | 『熱血最強ゴウザウラー』オープニングテーマ オリジナルはSeraphim               |
| 6      | 松本梨香           | 『風の未来へ』                                | 『伝説の勇者ダ・ガーン』オープニングテーマ オリジナルは佐藤有香               |
| 7      | 檜山修之           | 『勇者王誕生！』                              | 『勇者王ガオガイガー』オープニングテーマ オリジナルは遠藤正明                 |
| 8      | 井上喜久子         | 『嵐の中で輝いて』                            | 『機動戦士ガンダム 第08MS小隊』オープニングテーマ オリジナルは米倉千尋        |
| 9      | ゆかな             | 『COLORS』                                    | 『コードギアス反逆のルルーシュ』オープニングテーマ オリジナルはFLOW           |
| 10     | 田中理恵           | 『あんなに一緒だったのに』                    | 『機動戦士ガンダムSEED』エンディングテーマ オリジナルはSee-Saw                |
| 11     | 金丸淳一・関俊彦   | 『Winners』                                   | 『新世紀GPXサイバーフォーミュラ』エンディングテーマ オリジナルはG・GRIP       |
| 12     | 折笠愛             | 『JUST COMMUNICATION』                        | 『新機動戦記ガンダムW』オープニングテーマ オリジナルはTWO-MIX                 |
| 13     | 井上和彦           | 『メロスのように -LONELY WAY-』               | 『蒼き流星SPTレイズナー』オープニングテーマ オリジナルはAIRMAIL from NAGASAKI |
| 13     | 伊倉一恵           | 『CITY HUNTER ～愛よ消えないで～』            | 『シティーハンター』オープニングテーマ オリジナルは小比類巻かほる             |
| 14     | 草尾毅             | 『サムライハート』                            | 『鎧伝サムライトルーパー』オープニングテーマ オリジナルは森口博子             |
| 15     | 古谷徹             | 『めぐりあい』                                | 『機動戦士ガンダムIII めぐりあい宇宙(そら)編』主題歌 オリジナルは井上大輔     |